# 学校法人ヴォーリズ学園
| ヴォーリズ学園 Vories Gakuen                            |                                    |
| ヴォーリズ学園の前庭 （左が教育会館、右がハイド記念館） |                                    |
| 概要                                                    |                                    |
| 学園訓                                                  | 地の塩、世の光                     |
| 通称                                                    | 近江兄弟社、兄弟社                 |
| 設立年                                                  | 1922年8月22日                      |
| 分類                                                    | 私立学校                           |
| 理事長                                                  | 藤澤 俊樹                          |
| 学園長                                                  | 小野 春男                          |
| 副学園長                                                | 松田 保 安川千穂                   |
| チャプレン (旧 学園牧師)                                | 浅居 正信                          |
| 構成                                                    | こども園、保育園、中学校、高等学校 |
| 所在地                                                  | 滋賀県近江八幡市市井町177          |
| ホームページ                                            | https://www.vories.ac.jp/          |

学校法人ヴォーリズ学園（がっこうほうじん ゔぉーりずがくえん）は、滋賀県近江八幡市にある、近江兄弟社グループの学校法人。こども園・保育園・中学校・高等学校がある。2023年3月まで小学校も設置していた。
2015年に学校法人近江兄弟社学園から改名された。
『メンターム』で知られる近江兄弟社グループが母体であるため、しばしば株式会社立学校と誤解されることがあるが、学校法人が設立されているので株式会社立ではなく、一般の私学（私立）である。創立者は、ウィリアム・メレル・ヴォーリズ（一柳米来留＝ひとつやなぎ めれる）とその夫人、一柳満喜子（ひとつやなぎ まきこ）。キリスト教（プロテスタント組合派）主導の私立学校。
ヘレン・ケラーが来校して講演を行ったこともある教育会館と、清友園幼稚園旧園舎のハイド記念館は、国の登録有形文化財である。
またこの学校は、日本語と英語の歌詞の校歌をもつ学校である。

## 校章
出典：
校章は当初、OのなかにMを入れた近江ミッション時代のマークが使われていた。1949年、O,M,Iの三つの文字を合わせた新校章が制定され、2015年、ヴォーリズ学園と改称したので、さらに"Vories"を加えた。

## 学園訓
出典：
- 地の塩、世の光

聖書の中のイエスの言葉「あなたがたは地の塩である」「あなたがたは世の光である」に基づいて定めた学園訓。「汚れを清め、腐敗を防ぎ、人の模範になる」という意味。

## 建学の精神
出典：
- イエス・キリストを模範とする人間教育

## ヴォーリズ学園の祈り
| 司会 | 平和を実現する人々は幸いである、そのひとたちは神の子と呼ばれる。 |
| 司会 | 神様、                                                           |
| 会衆 | 私をあなたの平和の道具としてお使いください。                     |
| 司会 | 憎しみのあるところに愛を、                                       |
| 会衆 | 絶望のあるところに希望を、                                       |
| 司会 | 闇に光を、                                                       |
| 会衆 | 悲しみのあるところに喜びをもたらすものとしてください。           |
| 司会 | 慰められるよりは、慰めることを、                                 |
| 会衆 | 理解されるよりは、理解することを、                               |
| 司会 | 愛されるよりは、愛することを、                                   |
| 会衆 | 私が求めますように。                                             |
| 一同 | アーメン                                                         |

（マタイによる福音書5章9節 イエス・キリストの「山上の教え」、アッシジの聖フランシスコの「平和を求める祈り」から）
太字の部分を司会者が、その他のところは会衆が読み上げる。

## 校歌
出典：
校歌の原典は、以下の1947年にヴォーリズが作詞した「OMI BROTHERHOOD SCHOOL SONG」である。
| Here, in the spring time of our youth, Let us pursue eternal truth; Christ as our model and our goal, True health of body, mind and soul. Here, let us train our hands and hearts In beautiful and useful arts; The life of peace and brotherhood In love of neighbors and of God. May 16, 1947 |

第二次世界大戦後、新教育制度のもとに近江兄弟社小学校、中学校、高等学校が設立された。英語の校歌をヴォーリズが作詞した。実際に歌われている校歌は、原詩の第一節と第二節の後半部分（太字部分）が入れ替えられている。その詩に一柳満喜子が日本語訳を付け、以下のようになった。
| 1. | Here, in the spring time of our youth, Let us pursue eternal truth; The life of peace and brotherhood In love of neighbors and of God.      |
| 2. | Here, let us train our hands and hearts In beautiful and useful arts; Christ as our model and our goal, True health of body, mind and soul. |
| 1. | われら若き日に わけゆく正道 神と人との愛 平和と協力                                                                                         |
| 2. | 全き人イエスの 御跡をふみつつ 美と能力との業 身とたまとを磨かん                                                                             |

日本語の校歌は、訳詞というより、満喜子自身の感性による創作に近い美しい詩になっている。ヴォーリズの示唆により、讃美歌83番（R.シューマン作曲）に合わせて歌われている。
また、基本は英語の歌詞のみ歌い、特別礼拝のときなど重要な時は英語→日本語の順番で歌われる。

## 教育目標
出典：
|        | 幼稚園                                                                                               | 中学校・高等学校 |
| ------ | --- | --- |
| 日本語 | よく見る目、 よく聞く耳、 よく考える頭、 よく働く手足、を育成する。                                  | 自己統制力のある自由人の教育 独立自主、想像力に富む人の教育 愛と信仰をもった 知性豊かな国際人の教育                                                        |
| 英語   | To develop keen eyesight, Well-trained ears, Ability to think, Coordination of body,mind and spirit. | Self-mastery for free manhood, Originality and Creativeness for self-reliance. Intelligent and International mind with love and faith in God, our Creator. |

## 沿革
出典：
| 年表   | 沿革 |
| ------ | --- |
| 1905年 | 2月2日ウイリアム・メレル・ヴォーリズ来日、滋賀県立商業学校英語教師となる。また、この日を近江兄弟社の創立記念日とする。商業学校生徒を中心にバイブルクラス、YMCAを組織。 |
| 1907年 | 八幡YMCA会館（現アンドリュース記念館）建設。ヴォーリズ、県立商業学校(現八幡商業高校)退職。近江八幡に留まる。                                                           |
| 1909年 | 大津・米原に鉄道YMCA設立。 |
| 1917年 | 近江ミッション所有地を開放してプレイグラウンドとする。 |
| 1919年 | ヴォーリズ、一柳満喜子と結婚。 |
| 1920年 | 満喜子、池田町の自宅でプレイグラウンドを開始。プレイグラウンドに清友園と名付け、ヴォーリズ満喜子が園長となる。                                                         |
| 1922年 | 清友園幼稚園開設。1951年、近江兄弟社幼稚園と改称。 |
| 1930年 | ヴォーリズ、コロラド・カレッジより名誉法学博士号を受ける。 |
| 1931年 | ハイド一家の寄付により近江ミッション教育会館建設（現ハイド会館・教育会館）。                                                                                           |
| 1933年 | 吉田悦蔵ら近江勤労女学校設立。 |
| 1934年 | 近江ミッションを近江兄弟社に改称。 |
| 1935年 | 近江勤労女学校を近江兄弟社女学校に改称。 |
| 1936年 | 八幡町保育所（大林子どもの家）を開設。 |
| 1940年 | 近江兄弟社図書館開設。 |
| 1941年 | ヴォーリズ帰化、一柳米来留と名のる。第二次世界大戦始まる。 |
| 1942年 | 近江兄弟社女学校長 吉田悦蔵召天。一柳夫妻、軽井沢に転居。 |
| 1943年 | 近江兄弟社女学校、文部省から高等女学校に指定。 |
| 1944年 | 時局により向上学園閉鎖、近江兄弟社女子青年学校に。 |
| 1945年 | 清友園幼稚園、保育を停止（3月26日）戦時保育所となる。終戦（8月15日）。                                                                                                 |
| 1946年 | 近江兄弟社女学校を女学校と女子青年学校に分離、 |
| 1947年 | 近江兄弟社小・中学校設立。女学校は廃止。 |
| 1948年 | 近江兄弟社高等学校設立。向上学園は高等学校定時制部に移行。 |
| 1950年 | 近江兄弟社中高校舎建設。 |
| 1951年 | 幼稚園から高等学校までの（全・定）の総合学園として学校法人近江兄弟社学園設立。初代理事長：一柳米来留、学園長：一柳満喜子とする。                                       |
| 1954年 | 一柳米来留、藍綬褒章受章。 |
| 1956年 | 創立記念日を10月23日とする。 |
| 1957年 | 一柳米来留、軽井沢で病臥。 |
| 1958年 | 一柳米来留、近江八幡市長井上孫二郎より近江八幡名誉市民の第一号に称せられる。                                                                                           |
| 1961年 | 一柳米来留、黄綬褒章受章。 |
| 1963年 | 一柳満喜子、教育功労者として藍綬褒章受章。希望館建設（2010年、改築）。                                                                                                 |
| 1964年 | 財団法人近江兄弟社と経営分離。一柳米来留召天（5月7日）。 |
| 1965年 | ヴォーリズ記念図書館竣工。（現 恵愛館） |
| 1967年 | 中高校舎消失。（漏電のため） |
| 1968年 | 中高校舎および幼稚園新保育室竣工。 |
| 1969年 | 一柳満喜子召天（9月7日）。高等学校、米軍占領下の沖縄への全国初の海外修学旅行、屋良朝苗主席に会見。                                                                     |
| 1970年 | 近江兄弟社学園同窓会を設立。 |
| 1972年 | 体育館建設（ヴォーリズ記念体育館）。高校海外研修旅行（韓国）開始、90年より分散型に変更。近江兄弟社学園創立50周年を迎える。                                             |
| 1978年 | 高等学校定時制部廃止。（最後の卒業生7名） |
| 1979年 | 高校新校舎建設（現西館）、4学級制に対応。 |
| 1980年 | 中学校2学級制に。一柳米来留生誕100周年を迎える。 |
| 1983年 | 中高一貫コース開始、翌年、特進コース開設（1994年、コース制解消）。 |
| 1984年 | 中学校3学級制に。 |
| 1990年 | 近江兄弟社学園同窓会、第一回総会開催。 |
| 1991年 | 図書館棟建設（現捜信館）。 |
| 1992年 | 高校女子バレーボール部「春高バレー」に初出場。中学校4学級制に。近江兄弟社学園創立70周年を記念して、教育会館改修、捜真館・プール建設。                                  |
| 1993年 | 高校野球部甲子園に初出場。 |
| 1994年 | 北之庄校地取得、1995年、ヴォーリズ記念グラウンド完成。 |
| 1997年 | 文化体育交流センター建設。 |
| 1998年 | 小学校2学級制にするも2002年中断。シャロン館建設（現エクステンションセンター）。                                                                                        |
| 1999年 | ヴォーリズと少女の像建立。 |
| 2000年 | ハイド記念館・教育会館が登録有形文化財に登録される。 |
| 2001年 | 高校新校舎建設(現東館)。6学級制に対応。高校に単位制課程を設置（希望館）。                                                                                              |
| 2002年 | 近江兄弟社総合サービス有限会社設立（スクールバス、営繕、警備）。 |
| 2003年 | 幼稚園新園舎建設。こどもセンター設立。 |
| 2004年 | エンジェル保育園開設（認可外保育所）。 |
| 2005年 | 高校北館建設、単位制2学級制に対応。 |
| 2007年 | 学園本館建設、5階にヴォーリズ平和礼拝堂設置。星のひかり保育園開設。 |
| 2008年 | 金田東保育園、近江八幡市から移管。 |
| 2009年 | 「ヴォーリズ展 in 近江八幡」市民実行委員会により開催。学園は全面協力。                                                                                                 |
| 2010年 | 新希望館建設。武道場建設。安土保育園、旧安土町から移管。 |
| 2011年 | 浅小井校地取得、中高体育施設・小学校舎整備。国際コミュニケーション科発足。「ヴォーリズICC中学生英語弁論大会開始」。もりの風こども園開設（守山市）。                    |
| 2013年 | 近江兄弟社幼稚園と星のひかり保育園を認定こども園近江兄弟社ひかり園とする。                                                                                             |
| 2014年 | 小学校を浅小井校地に移転。ヴォーリズ没50年記念行事「ヴォーリズメモリアルin近江八幡」市民実行委員会により開催。学園は全面協力。                                         |
| 2015年 | 「学校法人ヴォーリズ学園」に法人名変更。校章改定。 |
| 2016年 | 弓道場建設。ヴォーリズ学園インターアクトクラブ設立。 |
| 2017年 | そらの鳥こども園開設（東近江市）。ヴォーリズ記念アリーナ（メインアリーナ）建設、ヴォーリズ記念体育館（サブアリーナ）改修。                                             |
| 2018年 | 近江兄弟社小学校募集停止。こどもセンターをヴォーリズ・エデュケアセンターに改称。                                                                                       |
| 2019年 | ふるたか虹のはし保育園開設（守山市）。 |
| 2020年 | COVID-19により、オンライン授業実施。 |
| 2021年 | 浅小井校地人工芝グラウンド完成 |
| 2022年 | ヴォーリズ学園創立100周年。 |
| 2023年 | 近江兄弟社小学校廃校 |

## 設置学校
- 近江兄弟社中学校・高等学校
- 近江兄弟社ひかり園
- もりの風こども園
- そらの鳥こども園
- 金田東保育園
- 安土ののはな保育園
- ふるたか虹のはし保育園
- 安土学童ひまわりクラブ（放課後児童クラブ・指定管理事業）

## 構成
出典：
| 校園     | 定員数 | 生徒・児童・園児数 |
| -------- | ------ | ------------------ |
| 高等学校 | 1120名 | 1183名             |
| 中学校   | 456名  | 415名              |
| こども園 | 565名  | 580名              |
| 保育園   | 474名  | 516名              |
| 学童     | 357名  | 357名              |
| 合計     | 2985名 | 3051名             |

| 法人本部    | 理事長、学園長、学園長代行、副学園長、専務理事・事務長、 事務次長、専任職員 6人 エデュケアセンター事務部長、専任職員 8人 | 理事長、学園長、学園長代行、副学園長、専務理事・事務長、 事務次長、専任職員 6人 エデュケアセンター事務部長、専任職員 8人 | 理事長、学園長、学園長代行、副学園長、専務理事・事務長、 事務次長、専任職員 6人 エデュケアセンター事務部長、専任職員 8人 | 理事長、学園長、学園長代行、副学園長、専務理事・事務長、 事務次長、専任職員 6人 エデュケアセンター事務部長、専任職員 8人 | 理事長、学園長、学園長代行、副学園長、専務理事・事務長、 事務次長、専任職員 6人 エデュケアセンター事務部長、専任職員 8人 | 理事長、学園長、学園長代行、副学園長、専務理事・事務長、 事務次長、専任職員 6人 エデュケアセンター事務部長、専任職員 8人 |
|             | 校長 | 副校長 | 専任教員 | 兼任教員 | 専任職員 | 兼任職員 |
| ----------- | --- | --- | --- | --- | --- | --- |
| 高等学校    | 1 | 3 | 76 | 21 | 1 | 19 |
| 中学校      | 1 | 教頭含 2 | 25 | 12 | 0 | 9 |
| こども園(3) | 3 | 副園長 3 | 83 | 0 | 5 | 50 |
| 保育園(3)   | 3 | 3 | 0 | 0 | 92 | 54 |
| 学童(4)     | 0 | 0 | 0 | 0 | 8 | 38 |

## 所在地

### 法人本部・高等学校・中学校・ヴォーリズエデュケアセンター本部
- 学校法人ヴォーリズ学園・近江兄弟社高等学校・近江兄弟社中学校・ヴォーリズエデュケアセンター

〒523-0851 滋賀県近江八幡市市井町177

### こども園・保育園・学童
- 近江兄弟社ひかり園

〒523-0821 滋賀県近江八幡市多賀町557
- もりの風こども園

〒524-0041 滋賀県守山市勝部3丁目9-15
- そらの鳥こども園

〒521-1212 滋賀県東近江市種町2120
- 金田東保育園

本園 : 〒523-0816 滋賀県近江八幡市西庄町1441
分園 : 〒523-0817 滋賀県近江八幡市浅小井町699
- 安土ののはな保育園

〒521-1343 滋賀県近江八幡市安土町小中190
- ふるたか虹のはし保育園

〒524-0044 滋賀県守山市古高町826-1

### 放課後児童クラブ
- 安土第1・第2こどもの家（安土学童第1・第2ひまわりクラブ）

〒521-1343　滋賀県近江八幡市安土町小中783-1

## 著名な出身者
- 伊藤みき - モーグル選手、高校（プロミネント）卒、在学中に2006年トリノオリンピック出場。
- 三和英樹 - 競輪選手、高校卒
- 松居一代 - 女優、中学校・高校卒。
- 福永祐一 - 騎手、中学校卒。競馬学校に入学のため高校は中途退学。
- 有村治子 - 参議院議員（自民党・比例代表全国区選出）、中学校・高校卒。
- 岡林信康 - 歌手、中学校卒。
- 細野豪志 - 衆議院議員（民主党・静岡5区選挙区）、幼稚園から中学校卒業まで在籍。
- 徳永久志 - 参議院議員（民主党・滋賀選挙区）、中学校卒。
- 乾友紀子 - シンクロナイズドスイミング選手、幼稚園から高校卒業まで在籍[6]。
- 八木莉可子 - 女優、高校卒。

## 交通
- JR西日本東海道本線（琵琶湖線）・近江鉄道八日市線 近江八幡駅より近江鉄道バス「ヴォーリズ学園前」下車（約10分）
- 近江八幡駅よりタクシー約10分約1000円、または徒歩約30分